# 涼屋スイ
涼屋 スイ（すずみや すい）は、日本の女性声優。主にアダルトゲームに声をあてている。

## 出演作品

### ゲーム

#### 2008年
- かみてん-死神と天使が俺を狙ってる-（フィリエル）[1]

#### 2010年
- 素晴らしき日々 〜不連続存在〜（高島ざくろ）[2]

#### 2012年
- はつゆきさくら（シロクマ）[3]
- 四畳半プリンセス（デュベル）[4]

#### 2013年
- 時計仕掛けのレイライン －残影の夜が明ける時－（聖護院 百花[5]）

#### 2015年
- 時計仕掛けのレイライン -朝霧に散る花-（聖護院 百花）[6]

### ネットゲーム

#### 2016年
- Lord of Walkure（びゃっこ、ウルリカ）

#### 2018年
- アイオライトリンク（クラウ）

#### 2025年
- ティンクルスターナイツ（ロロット・ローゼンクロイツ）

### CD
- ドラマCD はつゆきさくら〜ゴーストトラベル〜（シロクマ）